# Kockovaella thailandica
Kockovaella thailandica är en svampart som beskrevs av Nakase, I. Banno & Y. Yamada 1991. Kockovaella thailandica ingår i släktet Kockovaella och familjen Cuniculitremaceae.   Inga underarter finns listade i Catalogue of Life.